# Facundo González
Facundo González Molino (Montevideo, 6 juni 2003) is een Uruguayaanse voetballer die als verdediger speelt voor het Italiaanse Juventus. Tijdens het seizoen 2024/25 werd González gehuurd door Feyenoord.

## Carrière

### Voetballer
Jeugd 
In de jeugd speelde González voor het lokale Vista Alegre voordat hij in 2019 in de jeugdopleiding van Valencia terecht kwam. Voor de club uit de Spaanse kustplaats kwam hij uit voor het tweede elftal, destijds uitkomend in de Segunda División B. González speelde 59 wedstrijden voor de club, waarin hij een keer scoorde.  

#### Juventus en verhuur aan Sampdoria
In 2023 maakte hij de overstap naar Juventus. Bij De Oude Dame tekende González een driejarig contract. Hij werd enkele weken na zijn presentatie uitgeleend aan Serie B-club Sampdoria. González begon zijn periode in Italië op de reservebank van Sampdoria. Pas in speelronde zes mocht de linkspoot debuteren in de Serie B-wedstrijd tegen Parma Calcio 1913 (1-1) door vier minuten voor tijd in te vallen. Zijn eerste doelpunt voor de club uit Genua maakte hij op 28 oktober 2023 in de uitwedstrijd tegen FC Südtirol. Een positief resultaat leverde dat echter niet op: 3-1. Gedurende het seizoen 2023-2024 steeg zijn teller naar dertig gespeelde wedstrijden en twee doelpunten.

##### Verhuur aan Feyenoord
In de zomer van 2024 keerde hij terug bij Juventus alvorens hij werd uitgeleend aan Feyenoord tot medio 2025. De Rotterdammers hadden daarbij een optie tot koop in de huurovereenkomst op laten nemen. González maakt zijn debuut voor Feyenoord op 22 september 2024 in de thuiswedstrijd tegen NAC Breda (2-0 winst). De verdediger kwam toen in kwartier voor tijd in het veld voor collega-verdediger, Thomas Beelen. Op 2 oktober 2024 debuteerde de verdediger eveneens als invaller op Champions League-niveau tegen het Spaanse Girona (2-3 zege). González speelde tien wedstrijden voor Feyenoord, hierin wist hij niet te scoren Feyenoord lichtte de optie tot koop niet en hierdoor keerde González terug naar Juventus. 
| Valencia        | 2020/21         | Segunda División B | 20 | 0 | 0 | 0 | 0 | 0 | 0 | 0 | 20 | 0 |
| Valencia        | 2021/22         | Tercera Federación | 23 | 3 | 0 | 0 | 0 | 0 | 0 | 0 | 23 | 3 |
| Valencia        | 2022/23         | Segunda Federación | 17 | 1 | 0 | 0 | 0 | 0 | 0 | 0 | 17 | 1 |
| Valencia        | Totaal          | Totaal             | 59 | 4 | 0 | 0 | 0 | 0 | 0 | 0 | 59 | 4 |
| Sampdoria       | 2023/24         | Serie B            | 28 | 2 | 1 | 0 | 0 | 0 | 1 | 0 | 30 | 2 |
| Sampdoria       | Totaal          | Totaal             | 28 | 2 | 1 | 0 | 0 | 0 | 1 | 0 | 30 | 2 |
| Feyenoord       | 2024/25         | Eredivisie         | 6  | 0 | 2 | 0 | 2 | 0 | 0 | 0 | 0  | 0 |
| Feyenoord       | Totaal          | Totaal             | 0  | 0 | 0 | 0 | 0 | 0 | 0 | 0 | 0  | 0 |
| Carrière totaal | Carrière totaal | Carrière totaal    | 93 | 6 | 3 | 0 | 2 | 0 | 1 | 0 | 99 | 6 |

## Interlandcarrieré

#### Uruguay Onder-20
Tussen september 2022 en juni 2023 speelde González twintig interlandwedstrijden voor Uruguay Onder-20 (één doelpunt). De verdediger kroonde zich met zijn generatie tot wereldkampioen door in 2023 de finale tegen de leeftijdsgenoten van Italië te winnen: 1-0. Hij stond het gehele WK in de basis.

#### Uruguay
Zijn debuut voor het nationale elftal van Uruguay laat nog op zicht wachten, maar González werd in juni 2023 al eens opgeroepen. Tegen Cuba (2-0) zat hij bij de selectie, maar kwam niet in actie.

## Erelijst
Valencia B
- Tercera Federación (1): 2021/22

 Uruguay –20
- WK Onder 20 (1): 2023

1 Bijlow ·
2 Nieuwkoop ·
3 Beelen ·
4 Hwang ·
5 Smal ·
6 Zerrouki ·
7 Moder ·
8 Timber  ·
9 Ueda ·
10 Stengs ·
11 Hartman ·
14 Paixão ·
15 González ·
16 Bueno ·
17 Ivanušec ·
18 Trauner ·
19 Carranza ·
20 Mitchell ·
21 Andreev ·
22 Wellenreuther ·
23 Hadj Moussa ·
25 't Zand ·
26 Read ·
27 Milambo ·
28 Targhalline ·
30 Lotomba ·
31 Carrillo ·
33 Hancko ·
34 Nadje ·
38 Osman ·
39 Bossin ·
Coach: Van Persie ·
Assistent-trainer: Hake ·
Assistent-trainer: Pinas ·
Assistent-trainer: Reijnen ·
Assistent-trainer: De Wolf ·
Keeperstrainer: Nieminen